# Gilbert Taylor
Gilbert Taylor (Bushey Heath, 12 aprile 1914 – Newport, 23 agosto 2013) è stato un direttore della fotografia e fotografo britannico.
Dopo sei anni di servizio durante la Seconda guerra mondiale in qualità di ufficiale di Royal Air Force Volunteer Reserve, documentò i danni dopo i bombardamenti britannici.

## Filmografia

### Cinema
- The Guinea Pig, regia di Roy Boulting (1948)
- Minaccia atomica (Seven Days to Noon), regia di John Boulting e Roy Boulting (1950)
- La cortina del silenzio (Circle of Danger), regia di Jacques Tourneur (1951)
- SOS Scotland Yard (High Treason), regia di Roy Boulting (1951)
- Il tunnel del terrore (The Yellow Balloon), regia di J. Lee Thompson (1953)
- Marinai del re (Single-Handed), regia di Roy Boulting (1953)
- L'isola nell'asfalto (Front Page Story), regia di Gordon Parry (1954)
- Penitenziario braccio femminile (The Weak and the Wicked), regia di J. Lee Thompson (1954)
- Il siluro della morte (Seagulls Over Sorrento), regia di John Boulting e Roy Boulting (1954)
- Il tiranno di Glen (Trouble in the Glen), regia di Herbert Wilcox (1954)
- La pace torna in casa Bentley (As Long as They're Happy), regia di J. Lee Thompson (1955)
- Josephine and Men, regia di Roy Boulting (1955)
- Gli uomini condannano (Yield to the Night), regia di J. Lee Thompson (1956)
- La volpe di Londra (The Silken Affair), regia di Roy Kellino (1956)
- My Wife's Family, regia di Gilbert Gunn (1956)
- È meraviglioso essere giovani (It's Great to Be Young!), regia di Cyril Frankel (1956)
- The Good Companions, regia di J. Lee Thompson (1957)
- L'adultero (Woman in a Dressing Gown), regia di J. Lee Thompson (1957)
- No Time for Tears, regia di Cyril Frankel (1957)
- Birra ghiacciata ad Alessandria (Ice Cold in Alex), regia di J. Lee Thompson (1958)
- She Didn't Say No!, regia di Cyril Frankel (1958)
- No Trees in the Street, regia di J. Lee Thompson (1959)
- Operation Bullshine, regia di Gilbert Gunn (1959)
- Alive and Kicking, regia di Cyril Frankel (1959)
- Tommy the Toreador, regia di John Paddy Carstairs (1959)
- Guerra fredda e pace calda (Bottoms Up), regia di Mario Zampi (1960)
- Sands of the Desert, regia di John Paddy Carstairs (1960)
- La morsa (The Full Treatment), regia di Val Guest (1960)
- The Rebel, regia di Robert Day (1961)
- Petticoat Pirates, regia di David MacDonald (1961)
- It's Trad, Dad!, regia di Richard Lester (1962)
- Rapina al campo 3 (A Prize of Arms), regia di Cliff Owen (1962)
- The Punch and Judy Man, regia di Jeremy Summers (1963)
- Il dottor Stranamore - Ovvero: come ho imparato a non preoccuparmi e ad amare la bomba (Dr. Strangelove or: How I Learned to Stop Worrying and Love the Bomb), regia di Stanley Kubrick (1964)
- Hide and Seek, regia di Cy Endfield (1964)
- Tutti per uno (A Hard Day's Night), regia di Richard Lester (1964)
- Ferry Cross the Mersey, regia di Jeremy Summers (1964)
- Repulsione (Repulsion), regia di Roman Polański (1965)
- Stato d'allarme (The Bedford Incident), regia di James B. Harris (1965)
- Cul-de-sac, regia di Roman Polański (1966)
- Il teatro della morte (Theatre of Death), regia di Samuel Gallu (1967)
- L'uomo che viene da lontano (The Man Outside), regia di Samuel Gallu (1967)
- Work Is a 4-Letter Word, regia di Peter Hall (1968)
- Prima che venga l'inverno (Before Winter Comes), regia di J. Lee Thompson (1969)
- Candida, dove vai senza pillola? (A Nice Girl Like Me), regia di Desmond Davis (1969)
- Che fortuna avere una cugina nel Bronx! (Quackser Fortune Has a Cousin in the Bronx), regia di Waris Hussein (1970)
- Macbeth (The Tragedy of Macbeth), regia di Roman Polański (1971)
- Frenzy, regia di Alfred Hitchcock (1972)
- A Day at the Beach, regia di Simon Hesera (1972)
- Soffici letti, dure battaglie (Soft Beds, Hard Battles), regia di Roy Boulting (1974)
- Il presagio (The Omen), regia di Richard Donner (1976)
- Guerre stellari (Star Wars), regia di George Lucas (1977)
- Amici e nemici (Escape to Athena), regia di George P. Cosmatos (1979)
- Incontri con uomini straordinari (Meetings with Remarkable Men), regia di Peter Brook (1979)
- Dracula, regia di John Badham (1979)
- Flash Gordon, regia di Mike Hodges (1980)
- Ghiaccio verde (Green Ice), regia di Ernest Day (1981)
- Venom, regia di Piers Haggard (1981)
- Un week end da leone (Losin' It), regia di Curtis Hanson (1983)
- Lassiter lo scassinatore (Lassiter), regia di Roger Young (1984)
- Rock Aliens (Voyage of the Rock Aliens), regia di James Fargo (1984)
- La finestra della camera da letto (The Bedroom Window), regia di Curtis Hanson (1987)
- Don't Get Me Started, regia di Arthur Ellis (1994)

### Televisione
- The Man in a Looking Glass, regia di Cyril Frankel – film TV (1965)
- The Baron – serie TV, 13 episodi (1966-1967)
- Agente speciale (The Avengers) – serie TV, 8 episodi (1968-1969)
- Il mio amico fantasma (Randall and Hopkirk (Deceased)) – serie TV, episodio 1x01 (1969)
- The New-Fangled Wandering Minstrel Show, regia di Buddy Bregman (1973)
- Gli uomini della Raf (The Pathfinders) – serie TV, 4 episodi (1972-1973)
- Lasciarsi (Breaking Up), regia di Delbert Mann (1978)